# Mallorca Film Comission
La Mallorca Film Commission (MFC) és un departament de la Fundació Mallorca Turisme, una entitat creada amb l’objectiu d’optimitzar la promoció turística de Mallorca, constituït per Consell de Mallorca, la Federació Hotelera de Mallorca, Foment de Turisme de Mallorca, la Cambra de Comerç de Mallorca i l’Agrupació de Cadenes Hoteleres.
Està integrada dins de la Spain Film Commission (SFC), l’European Film Commission Network (EuFCN) i l’Associació de Film Commissions Internacional (AFCI).
Junt amb Filmin han creat un canal específic on es poden veure algunes de les obres presentades a la primera edició dels Premis Mallorca de Cinema, amb l'objectiu de fomentar l'accés a l'audiovisual mallorquí.